# Máxima holland királyné
Máxima (szül. Máxima Zorreguieta Cerruti, Buenos Aires, 1971. május 17. –) Hollandia királynéja Vilmos Sándor holland király feleségeként.

## Élete

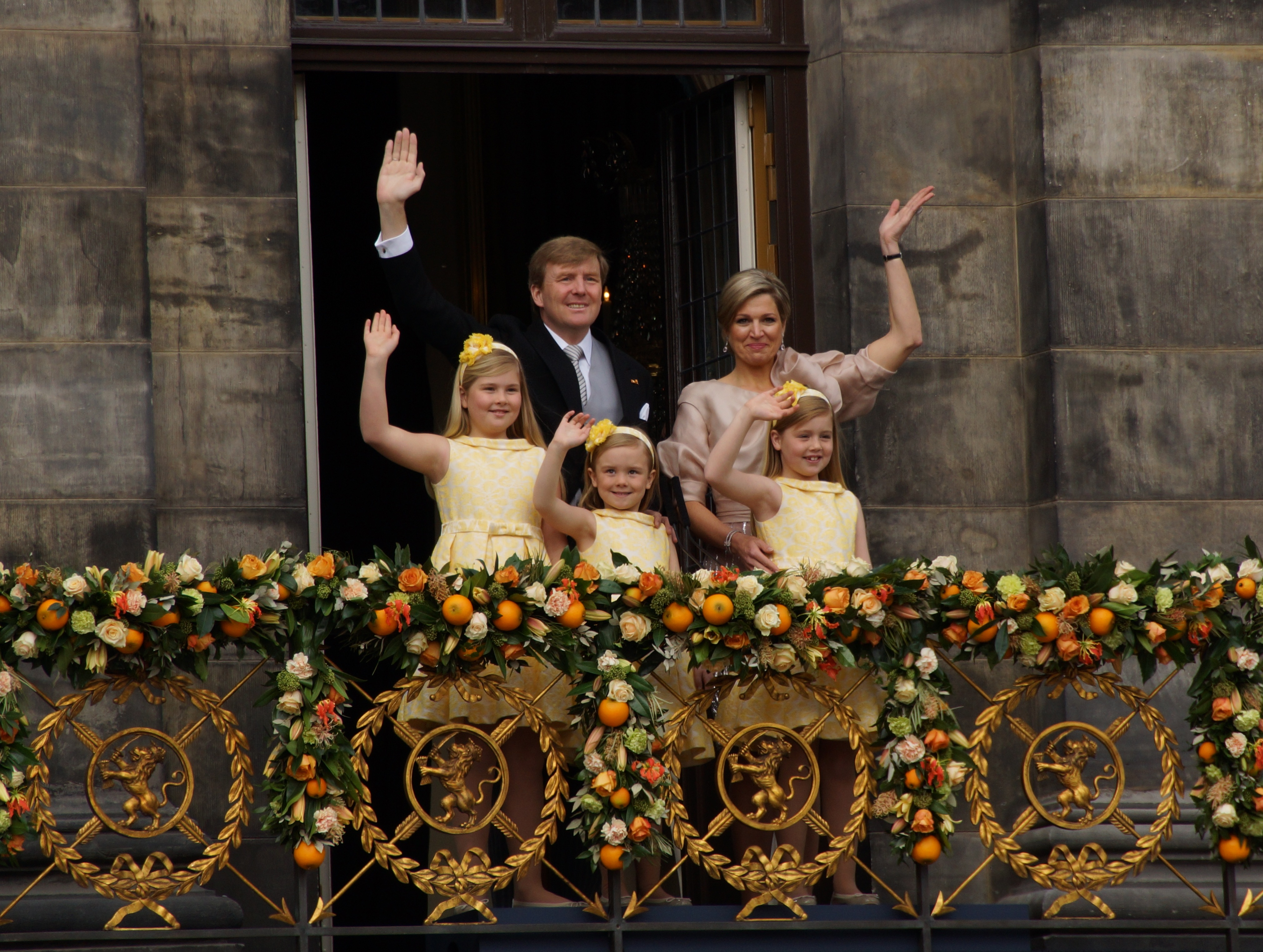
Vilmos Sándor király, Máxima királyné, Katalin Amália, Alexia és Ariana hercegnők a királyi palota erkélyén (2013)

Családja vegyes spanyol, baszk és olasz keveredésű. 1988-ig iskolába járt, majd a katolikus argentinai egyetemen (Pontificia Universidad Católica Argentina „Santa María de los Buenos Ayres“) közgazdaságtant hallgatott.
1996 és 2000 között New Yorkban, majd Brüsszelben különböző bankoknál dolgozott.
1999 óta ismeri Vilmos Sándor holland herceget. 2001 áprilisában befejezte a munkáját a banknál és május 17-én holland állampolgár lett. Az esküvőt Vilmos Sándorral Amszterdamban, 2002. február 2-án tartották.

## Külső hivatkozások
- Konigin Máxima  (hollandul és angolul)

## Fordítás
- Ez a szócikk részben vagy egészben  a   Máxima Zorreguieta című holland Wikipédia-szócikk fordításán alapul.  Az eredeti cikk szerkesztőit annak laptörténete sorolja fel. Ez a jelzés csupán a megfogalmazás eredetét és a szerzői jogokat jelzi, nem szolgál a cikkben szereplő információk forrásmegjelöléseként.